# Consiliul Directorilor Generali ai Republicii Democratice Moldovenești

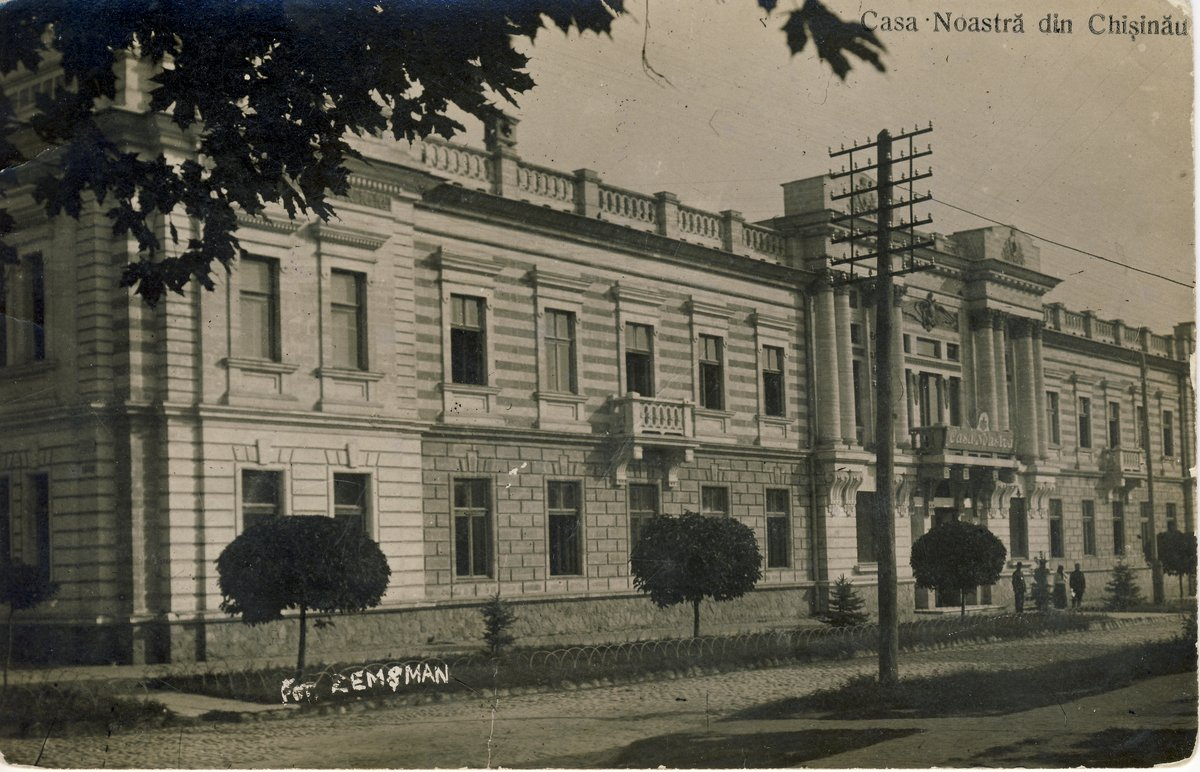
Sediul Consiliului, Chișinău, 1918

Consiliul Directorilor Generali este denumirea cabinetelor de miniștri (directori generali) care au guvernat Republica Democratică Moldovenească și apoi regiunea românească Basarabia în perioada 7 decembrie 1917 – 12 decembrie 1918.
La data de 7 decembrie 1917 a fost creat Consiliul directorilor generali al Basarabiei, din componența lui făcând parte 8 directori generali. Primul președinte al Consiliului directorilor generali a fost ales Pantelimon Erhan.
În perioada activității Sfatului Țării, au funcționat trei guverne ale Basarabiei conduse de Pantelimon Erhan, dr. Daniel Ciugureanu și dr. Petre Cazacu. Guvernele s-au confruntat cu probleme deosebit de complicate de ordin politic, social, economic și spiritual. 

## Componența consiliului
- Președintele Consiliului Directorilor Generali

Pantelimon Erhan (24 noiembrie / 7 decembrie  1917 – 17 ianuarie / 30 ianuarie 1918)
Dr. Daniel Ciugureanu (17 ianuarie / 30 ianuarie 1918 – 8 aprilie / 21 aprilie 1918)
Dr. Petre Cazacu (9 aprilie / 22 aprilie 1918 – 29 noiembrie 1918 / 12 decembrie 1918)
- Director general responsabil pentru afacerile străine

Ion Pelivan (7 decembrie 1917 – ?)
- Director general responsabil pentru probleme privind afacerile interne

Vladimir Cristi (7 decembrie 1917 – ?)
- Director general de război și marină

Teodor Cojocaru (7 – 11 decembrie 1917)
Gherman Pîntea (11 decembrie 1917 – ?) - interimar
- Director general responsabil pentru finanțe

Teofil Ioncu (7 decembrie 1917 – ?)
- Director general responsabil pentru căile ferate, poște, telegraf și telefon

Nicolae Bosie-Codreanu (7 decembrie 1917 – ?)
- Director general responsabil pentru instrucțiunea publică

Ștefan Ciobanu (7 decembrie 1917 – 16 ianuarie 1918)
Pantelimon Erhan (17 ianuarie 1918 – ?)
- Director general responsabil pentru probleme de justiție și culte

Mihail Savenco (7 decembrie 1917 - ?)
- Director general al industriei, comerțului și muncii

V.I. Grünfeld